# Kashrut
Kashrut (fra hebraisk כַּשְׁרוּת [kašrūt]) er læren om, hvilke former for mad og hvilke kombinationer af mad som er kosher — det vil sige, rituelt egnede for mad efter halakha. Mad der ifølge den jødiske religion udtrykkeligt ikke er tilladt, kaldes for treifah (treif, טרפה). Sidstnævnte begreb stammer fra et ord der refererer til dyr, der er dræbt af et rovdyr.
De grundlæggende regler for kashrut findes i Tredje Mosebog. De er siden blevet udviklet i den mundtlige tradition, Mishna og Talmud.
Blandt reglerne for kosher findes forbuddet mod at anvende samme gryde til kød- og mælkeprodukter. Det har sit udspring i et skriftsted i Bibelen, som siger, at »du må ikke koge et kid i dets mors mælk« (2 Mos 23:19). Derudover er skaldyr forbudt, og kød må kun spises hvis det stammer fra en rituel slagtning. Jødisk rituel slagtning, schæchtning, er forbudt i blandt andet Sverige og Schweiz under påberåbelse af dyrevelfærd.